# Aleksiej Fadiejew
Aleksiej Wasiljewicz Fadiejew (ros. Алексей Васильевич Фадеев, ur. 10 grudnia 1977 w Moskwie) – rosyjski kombinator norweski, brązowy medalista mistrzostw świata.

## Kariera
W Pucharze Świata Aleksiej Fadiejew zadebiutował 28 listopada 1997 roku w Rovaniemi, zajmując 32. miejsce w konkursie rozgrywanym metodą Gundersena. Tym samym już w swoim debiucie wywalczył pierwsze pucharowe punkty (w sezonach 1993/1994–2001/2002 obowiązywała inna punktacja Pucharu Świata). Punktował we wszystkich pozostałych konkursach sezonu 1997/1998, najlepszy wynik osiągając 13 stycznia 1998 roku w Ramsau, gdzie zajął piąte miejsce. W klasyfikacji generalnej zajął ostatecznie 34. pozycję. W lutym 1998 roku wystąpił na Igrzyskach Olimpijskich w Nagano, gdzie indywidualnie zajął 37. miejsce, a w sztafecie był dziewiąty.
Najlepsze wyniki osiągnął w sezonie 1998/1999, który zakończył na jedenastym miejscu w klasyfikacji generalnej. Punktował we wszystkich zawodach, przy czym siedmiokrotnie plasował się w czołowej dziesiątce. Nie stanął na podium, jednak trzykrotnie zajmował czwarte miejsce: 21 i 24 listopada 1998 roku w Rovaniemi oraz 30 stycznia 1999 roku w Chaux-Neuve. W 1999 roku wystartował także na Mistrzostwach Świata w Ramsau, gdzie osiągnął największy sukces w swojej karierze. W Gundersenie zajmował drugie miejsce po skokach, przegrywając tylko z Samppą Lajunenem z Finlandii, jednak na trasie biegu nie obronił tej pozycji i do mety przybiegł na ósmym miejscu. W sprincie spisał się słabiej, kończąc rywalizację na piętnastej lokacie. W konkursie drużynowym wspólnie z Nikołajem Parfionowem, Dmitrijem Sinicynem i Walerijem Stolarowem wywalczył brązowy medal. Po skokach Rosjanie zajmowali drugą pozycję za Finami, jedna w biegu wyprzedzili ich Norwegowie, co więcej musieli bronić trzeciego miejsca przed atakami Francuzów, z którymi wygrali walkę o podium o zaledwie 0,1 sekundy.
Fadiejew startował w zawodach do zakończenia sezonu 2001/2002, ale sukcesów już nie osiągał. Blisko podium był tylko raz – 18 marca 2000 roku w Sankt Moritz ponownie był czwarty w zawodach PŚ. Wystąpił na Mistrzostwach Świata w Lahti w 2001 roku, gdzie w sztafecie zajął szóste miejsce, jednak indywidualnie zajmował odległe pozycje. Ostatnią dużą imprezą w jego karierze były Igrzyska Olimpijskie w Salt Lake City w 2002 roku, gdzie indywidualnie zajął 31. miejsce, a sztafeta rosyjska nie ukończyła rywalizacji. W 2002 roku zakończył karierę.

## Osiągnięcia

### Igrzyska Olimpijskie
| Miejsce | Dzień     | Rok  | Miejscowość    | Konkurencja          | Wynik zwycięzcy | Strata      | Zwycięzca        |
| ------- | --------- | ---- | -------------- | -------------------- | --------------- | ----------- | ---------------- |
| 37.     | 14 lutego | 1998 | Nagano         | Gundersen K-90/15 km | 41:21.1 min     | +6:58.6 min | Bjarte Engen Vik |
| 9.      | 20 lutego | 1998 | Nagano         | Sztafeta K-90/4x5 km | 54:11.5 min     | +4:22.7 min | Norwegia         |
| 31.     | 9 lutego  | 2002 | Salt Lake City | Gundersen K-90/15 km | 39:11.7 min     | +5:37.3 min | Samppa Lajunen   |
| DNF     | 14 lutego | 2002 | Salt Lake City | Sztafeta K-90/4x5 km | 48:42.2 min     | -           | Finlandia        |

### Mistrzostwa świata
| Miejsce | Dzień     | Rok  | Miejscowość | Konkurencja          | Wynik zwycięzcy | Strata      | Zwycięzca        |
| ------- | --------- | ---- | ----------- | -------------------- | --------------- | ----------- | ---------------- |
| 8.      | 20 lutego | 1999 | Ramsau      | Gundersen K-90/15 km | 37:04.8 min     | +3:03.2 min | Bjarte Engen Vik |
| 3.      | 25 lutego | 1999 | Ramsau      | Sztafeta K-90/4x5 km | 49:34.2 min     | +1:53.2 min | Finlandia        |
| 15.     | 27 lutego | 1999 | Ramsau      | Sprint K-90/7.5 km   | 17:48.4 min     | +1:22.9 min | Bjarte Engen Vik |
| 28.     | 15 lutego | 2001 | Lahti       | Gundersen K-90/15 km | 39:26.7 min     | ?           | Bjarte Engen Vik |
| 6.      | 20 lutego | 2001 | Lahti       | Sztafeta K-90/4x5 km | 48:54.1 min     | +2:52.0 min | Norwegia         |
| 32.     | 24 lutego | 2001 | Lahti       | Sprint K-116/7.5 km  | 19:40.3 min     | ?           | Marko Baacke     |

### Puchar Świata

#### Miejsca w klasyfikacji generalnej
- sezon 1997/1998: 34.
- sezon 1998/1999: 11.
- sezon 1999/2000: 20.
- sezon 2000/2001: 52.
- sezon 2001/2002: 48.

#### Miejsca na podium chronologicznie
Fadiejew nigdy nie stał na podium zawodów Pucharu Świata.

### Puchar Kontynentalny

#### Miejsca w klasyfikacji generalnej
- sezon 1995/1996: 80.
- sezon 1996/1997: 26.
- sezon 2000/2001: 25.

#### Miejsca na podium chronologicznie
| Nr | Data            | Miejscowość | Konkurencja          | Wynik zwycięzcy | Pozycja | Strata  | Zwycięzca       |
| -- | --------------- | ----------- | -------------------- | --------------- | ------- | ------- | --------------- |
| 1. | 15 grudnia 2001 | Planica     | Gundersen K120/15 km | ?               | 3.      | +14.1 s | Andrej Jezeršek |
| 2. | 16 grudnia 2001 | Planica     | Sprint K120/7.5 km   | ?               | 2.      | +0.0 s  | Petr Šmejc      |